# Donaubrücke Hainburg

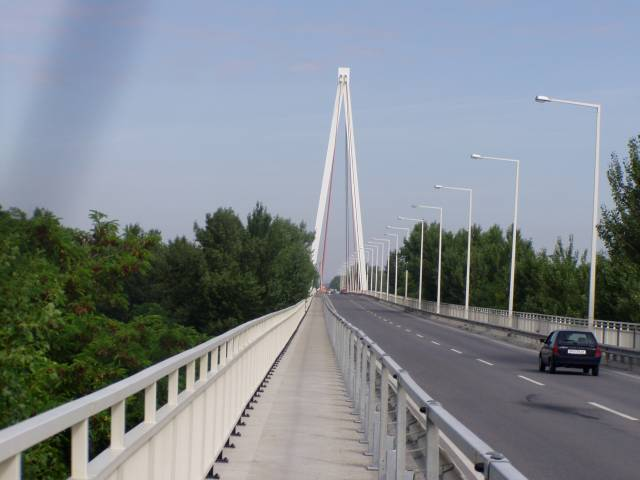
Vozovka a chodník na mostě

Donaubrücke Hainburg (doslovně „Hainburský dunajský most“) je most přes řeku Dunaj v Rakousku, ve spolkové zemi Dolní Rakousy ve městě Hainburg an der Donau, který spojuje spojuje Hainburg a Engelhartstetten.
Je to silniční zavěšený most s A-pylonem. Dokončen byl v roce 1972. Je to ocelový most, z oceli je mostovka, pylon i závěsná lana. Jeho rozpětí jsou 138 m, 228 m a 60 m, výška pylonu 76,33 m, výška mostovky 3,5 m a její šířka 13,4 m. Ocelovou konstrukci vyrobila společnost Waagner Biro AG.
Přes most vede dvouproudá silnice a po každé straně je stezka pro chodce a cyklisty.